# Lauren Fagan
Lauren Fagan (* in Sydney) ist eine australische Opern- und Konzertsängerin in der Stimmlage Sopran.

## Leben

### Jugend und Ausbildung
Lauren Fagan ist in Sydney geboren und aufgewachsen und nahm am Ende der Highschool ersten Gesangsunterricht. Sie hat in ihrem Heimatland Betriebswirtschaft studiert, bevor sie in den Jahren 2012/2013 an der Londoner Guildhall School of Music and Drama bei Susan Waters Gesang studierte. Während ihrer Ausbildung sang sie die Micaëla in Bizets Carmen, die Titelrolle in Leoš Janáček Jenůfa, die Marschallin im Rosenkavalier von Richard Strauss, die Natascha in Sergei Prokofjews Krieg und Frieden, die Vitellia in Wolfgang Amadeus Mozarts La clemenza di Tito, die Alice in Giuseppe Verdis Falstaff, die Fiordiligi in Mozarts Così fan tutte und die Erste Dame in Mozarts Zauberflöte. Gegen Ende ihres Studiums war sie Mitglied des Glyndebourne-Festival-Chores, mit dem sie in Verdis La traviata, Pjotr Iljitsch Tschaikowskis Eugen Onegin und Mozarts Don Giovanni sang und die Rolle von Annina in La traviata gab. Außerdem spielte sie die Rolle der Lia in Claude Debussys L’enfant prodigue im Barbican Centre und die Blaue Fee in Jonathan Doves The Adventures of Pinocchio, nahm am Banff Summer Arts Festival in Kanada in der Rolle von Mrs Coyle in Benjamin Brittens Oper Owen Wingrave teil, sang die Frasquita in Bizets Carmen und wirkte in der australischen Premiere von Jake Heggies Oper Dead Man Walking mit.

### Karriere
Von 2014 bis 2016 konnte Fagan am Jette Parker Young Artists Programme des Royal Opera House in London teilnehmen. In diesem Zeitraum gab sie unter anderen den Oscar in Verdis Un ballo in maschera, die Giulia in La scala di seta von Gioachino Rossini, die Gianetta in L’elisir d’amore von Gaetano Donizetti, das Mädchen in Aufstieg und Fall der Stadt Mahagonny von Kurt Weill, die Papagena in Mozarts Zauberflöte, die Lila in The Firework-Maker’s Daughter von David Bruce, die Liebende in Il tabarro von Giacomo Puccini, die Schwester Genovieffa in Puccinis Suor Angelica und die Ines in Verdis Il trovatore. Dabei hatte sie die Gelegenheit mit Dirigenten wie Nicola Luisotti, Gianandrea Noseda, Sir Mark Elder, Daniel Oren, Christian Curnyn, Cornelius Meister, Daniele Rustioni und Ivor Bolton zusammenzuarbeiten.
In der Opernsaison 2016/2017 gab sie ihr Debüt als Musetta in La Bohème von Puccini mit der Welsh National Opera in ganz Großbritannien und auf Tournee in Dubai und sang die Donna Anna in Mozarts Don Giovanni für die Opera Holland Park in London und beim Verbier Festival 2016.
In der Opernsaison 2017/2018 trat sie in Rom an der Accademia Nazionale di Santa Cecilia als Roxana in konzertanten Aufführungen der Oper Król Roger von Karol Szymanowski auf, dirigiert von Sir Antonio Pappano, gab die Donna Elvira in Mozarts Don Giovanni mit dem NHK-Sinfonieorchester unter Paavo Järvi, sang die Agnès in der Oper Written on Skin von George Benjamin mit der Melos Sinfonia unter Oliver Zeffman in London und St. Petersburg und kehrt zur Opera Holland Park in London zurück in ihrem Debüt als Giuseppe Verdis Heldin Violetta in La traviata.
Seit 2018 war Lauren Fagan in folgenden Opernrollen zu hören:
- als Alcina in Georg Friedrich Händels Alcina am Badischen Staatstheater Karlsruhe (2019)
- als Avis in Ethel Smyths The Wreckers mit dem Deutsches Symphonie-Orchester (2022)
- als Donna Elvira in Wolfgang Amadeus Mozarts Don Giovanni beim Festival Meet in Galilee (2022)
- als Giulietta in Jacques Offenbachs Hoffmanns Erzählungen am Opernhaus Zürich (2021)
- als Gretel in Engelbert Humperdincks Hänsel und Gretel am Royal Opera House (2023)
- als Gutrune in Richard Wagners Götterdämmerung am Opernhaus Zürich (2023)
- als Helena in Benjamin Brittens Ein Sommernachtstraum bei der Glyndebourne Festival Opera (2023)
- als La Contessa di Almaviva in Wolfgang Amadeus Mozarts Le nozze di Figaro mit der Canadian Opera Company (2020)
- als Magda de Civry in Giacomo Puccinis La rondine an der National Opera in Canberra (2022)
- als Marcellina in Wolfgang Amadeus Mozarts Le nozze di Figaro beim Festival Meet in Galilee (2022)
- als Margarita Xirgu in Osvaldo Golijovs Ainadamar an der Scottish Opera (2022)
- als Mimi in Giacomo Puccinis La Bohème an der Opera North (2019)
- als Norma in Marko Nikodijevićs 7 Deaths of Maria Callas an der Bayerischen Staatsoper (2020) und der Opéra National de Paris (2021)
- als Violetta Valéry in Giuseppe Verdis La traviata bei der Opera Holland Park (2018 und 2021) und an der State Opera of South Australia (2022)
- als Woglinde in Richard Wagners Götterdämmerung am Royal Opera House (2018)
- als Woglinde in Richard Wagners Das Rheingold am Royal Opera House (2018).

Zu den bisherigen Höhepunkten ihrer Konzerttätigkeit gehören ihre Mitwirkung bei der Last Night of the BBC Proms in Ralph Vaughan Williams Chorwerk Serenade to Music, dirigiert von Sakari Oramo, bei Wolfgang Amadeus Mozarts Requiem mit den BBC Singers unter David Hill und bei Bachianas Brasileiras von Heitor Villa-Lobos mit dem Philharmonia Orchestra.

## Repertoire (Auswahl)

### Oper
| Komponist               | Oper                                  | Rolle                    |
| ----------------------- | ------------------------------------- | ------------------------ |
| George Benjamin         | Written on Skin                       | Agnès                    |
| Georges Bizet           | Carmen                                | Micaëla, Frasquita       |
| Benjamin Britten        | Owen Wingrave                         | Mrs Coyle                |
| David Bruce             | The Firework-Maker’s Daughter         | Lila                     |
| Gaetano Donizetti       | L’elisir d’amore                      | Giannetta                |
| Jonathan Dove           | The Adventures of Pinocchio           | Blaue Fee                |
| Werner Egk              | Peer Gynt                             |                          |
| Jake Heggie             | Dead Man Walking                      |                          |
| Leoš Janáček            | Jenůfa                                | Jenůfa                   |
| Jules Massenet          | Werther                               | Sophie                   |
| Wolfgang Amadeus Mozart | Così fan tutte                        | Fiordiligi               |
| Wolfgang Amadeus Mozart | Die Zauberflöte                       | Papagena, Erste Dame     |
| Wolfgang Amadeus Mozart | Don Giovanni                          | Donna Anna, Donna Elvira |
| Wolfgang Amadeus Mozart | La clemenza di Tito                   | Vitellia                 |
| Sergei Prokofjew        | Krieg und Frieden                     | Natascha                 |
| Giacomo Puccini         | La Bohème                             | Musetta, Mimi            |
| Giacomo Puccini         | Il tabarro                            | Liebende                 |
| Giacomo Puccini         | Suor Angelica                         | Suor Genoveffa           |
| Gioachino Rossini       | Guillaume Tell                        | Jemmy                    |
| Gioachino Rossini       | La scala di seta                      | Giulia                   |
| Richard Strauss         | Der Rosenkavalier                     | Marschallin              |
| Karol Szymanowski       | Król Roger                            | Roksana                  |
| Giuseppe Verdi          | Falstaff                              | Alice                    |
| Giuseppe Verdi          | Il trovatore                          | Ines                     |
| Giuseppe Verdi          | La traviata                           | Violetta Valery, Annina  |
| Giuseppe Verdi          | Un ballo in maschera                  | Oscar                    |
| Richard Wagner          | Das Rheingold                         | Woglinde                 |
| Richard Wagner          | Götterdämmerung                       | Woglinde                 |
| Kurt Weill              | Aufstieg und Fall der Stadt Mahagonny | Mädchen                  |

### Vokalwerke
| Komponist               | Werk                  | Rolle |
| ----------------------- | --------------------- | ----- |
| Ludwig van Beethoven    | 9. Sinfonie           |       |
| Claude Debussy          | L’enfant prodigue     | Lia   |
| Wolfgang Amadeus Mozart | Requiem               |       |
| Heitor Villa-Lobos      | Bachianas Brasileiras |       |
| Ralph Vaughan Williams  | Serenade to Music     |       |

## Auszeichnungen
- 2013: Preisträgerin des Tait Memorial Trust
- 2018: Nominiert für den International Opera Award in der Kategorie „Young Singer“[8]